# Herbert Chermside

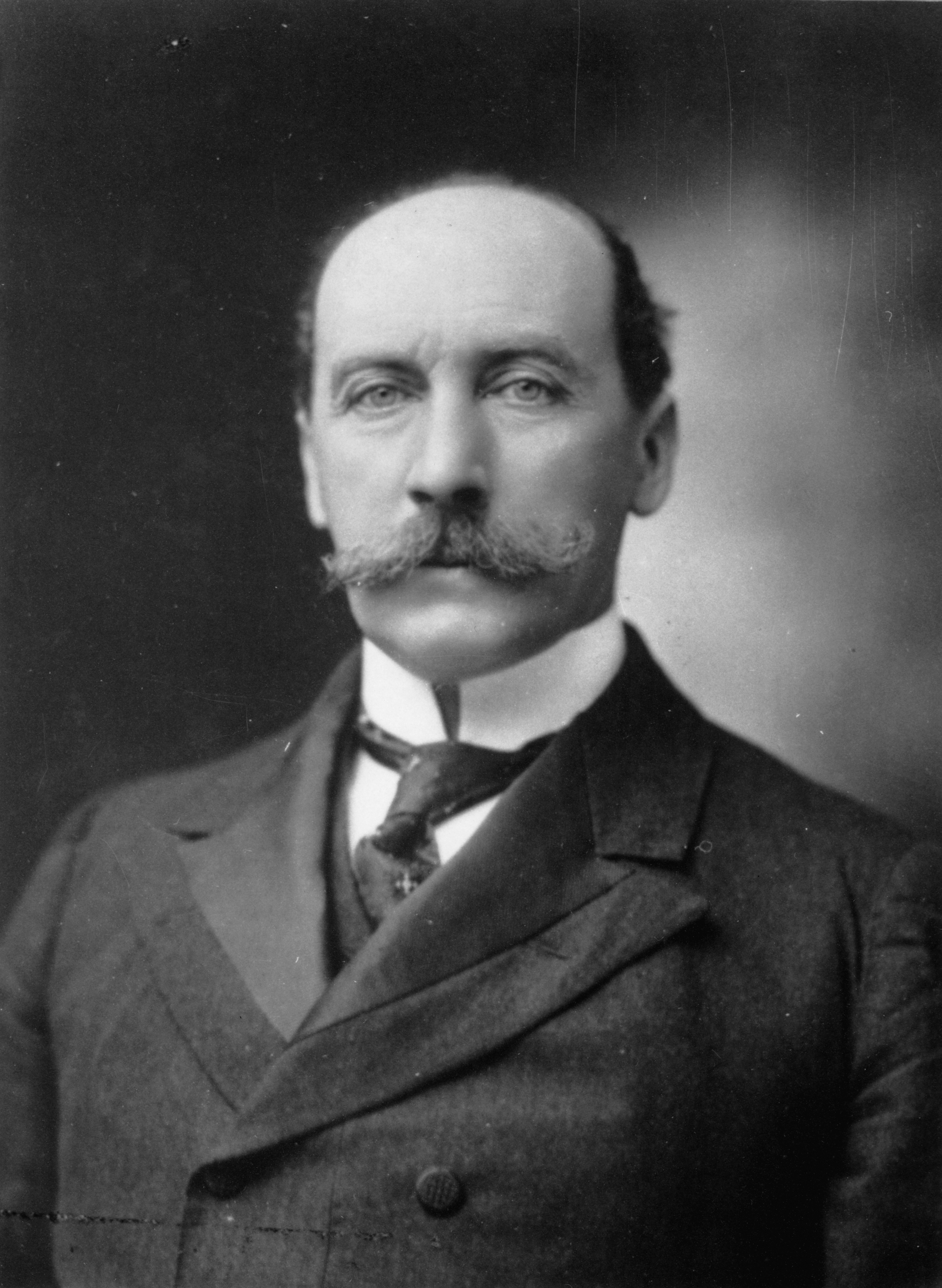
Herbert Charles Chermside

Sir Herbert Charles Chermside GCMG CB (* 31. Juli 1850 in Wilton; † 24. September 1929 in London) war ein britischer Offizier und Diplomat.

## Leben
Er war Schüler am Eton College und besuchte die Royal Military Academy in Woolwich, wo er seinen Abschluss machte und zum Offizier der Royal Engineers ernannt wurde.
1871 besuchte Chermside mit einigen Kameraden Paris während der Pariser Kommune und wurde der Unterstützung der Kommunarden angeklagt. Zum Tode verurteilt gelang ihm knapp die Flucht. Nach der Stationierung in Irland nahm er 1873 an Benjamin Leigh Smiths dritter Expedition nach Spitzbergen teil. Eine Insel nördlich von Nordostland trägt heute den Namen Chermsideøya.
Im Jahre 1876 wurde er in das Osmanische Reich entsandt, um das osmanische Militär auszubilden, nachdem Serbien und Montenegro dem Osmanischen Reich den Krieg erklärt hatten. Er arbeitete 1877 als Militärattaché ebendort, als Russland dem Osmanen ebenso den Krieg erklärten. Nach sechs Monaten Arbeit bei der osmanischen Grenzkommission wurde er zum Vizekonsul für Anatolien berufen.
1882 wurde er zum Hauptmann befördert und zum militärischen Nachrichtenstab nach Ägypten berufen. Ihm wurde das Kommando des 1. Bataillons der Egyptian Army unter dem Sirdar Sir Evelyn Henry Wood anvertraut und er verbrachte vier Jahre in Ägypten. Er wurde 1886 ins Wadi Halfa versetzt und kämpfte dort zwei Jahre gegen den Mahdi-Aufstand.
Obwohl er immer noch Captain der Royal Engineers war, erhielt 1883 den Ehrenrang eines Majors, 1884 eines Oberstleutnants und den eines Obersten 1887. Er kehrte 1888 in den diplomatischen Dienst zurück, verbrachte ein Jahr in Kurdistan und sieben Jahre erneut als Militärattaché in Konstantinopel. Dann wurde er nach Kreta geschickt, um die Polizeikräfte des kretischen Staats auszubilden. Danach übernahm er das Kommando über die britischen Truppen dort.
1899 kehrte er nach Großbritannien zurück, befehligte kurzzeitig das Camp Curragh in Irland, bevor er die 14. Brigade und die 3. Division in Südafrika während des Zweiten Burenkrieges kommandierte. 1901 kehrte er nach Curragh zurück.
Von 1902 bis 1904 war er Gouverneur von Queensland.
Sir Herbert ging 1907 als Generalleutnant der British Army in den Ruhestand.

## Sonstiges
Chermside, ein Vorort von Brisbane, ist nach ihm benannt.